# نقطه‌بازی
نقطه‌بازی یا نقطه خط یک بازی فکری است که با شرکت حداقل دو بازیکن، روی کاغذ انجام می‌شود امروزه شکل‌های رایانه‌ای و آنلاین این بازی هم ساخته شده‌است. در این بازی بازیکنان در هر نوبت یک خط به صورت عمودی یا افقی میکشند. با تشکیل هر مربع 1×1 آن سلول متعلق به بازیکنی خواهد بود که ضلع نهایی آن را رسم کرده و بعد از تصاحب آن خانه، به عنوان جایزه یک حرکت دیگر انجام می‌دهد. محدودیتی در توالی حرکات جایزه وجود ندارد و بازیکن می‌تواند تا حد ممکن با حرکات جایزه خود نیز زنجیره وار خانه‌ها را تصاحب کند. در نهایت برنده بازی کسی است که بیشترین خانه‌ها را تصاحب کرده باشد. سایز اصلی این بازی یعنی بهترین سایز 5×5 می‌باشد ولی در ابعاد مختلف که معروفترین آنها از جمله 6×5 و 6×6 و 7x7 و..میتوان بازی کرد. اگر بخواهیم این بازی با بازی های دیگر مقایسه کنیم این بازی برخلاف شطرنج، شباهت زیادی با بازی اتللو دارد. این امر به دلیل تعیین کننده بودن نوبت در مراحل وسط بازی است. به این معنی که در یک موقعیت حساس، اگر بازیکنی که باخت او حتمی است بتواند نوبتش را به حریف واگذار کند، نتیجه‌ی بازی معکوس خواهد شد. در قسمت استراتژی با این مفاهیم دقیق‌تر آشنا خواهید شد.

## استراتژی
برای پیروزی در این بازی باید در نوبت شما، تعداد حرکات باقیمانده شما فرد باشد. یا اینکه در نوبت حریف، تعداد حرکات باقیمانده وی زوج باشد. حرکات باقیمانده شامل حرکات خنثی و خانه‌های امن هستند.
حرکت خنثی: اگر رسم یک خط در صفحه باعث به وجود آمدن فرصت امتیازگیری برای حریف نشود، این حرکت خنثی تلقی می‌شود.
خانه‌های امن: به مناطقی به طول 1 الی 2 مربع، خانه‌ی امن گفته می‌شود.
راهرو: به منطقه‌ای متشکل از 3 خانه یا بیشتر که اگر یک نفر حرکتی در آن انجام دهد باعث شود که حریف او قادر باشد تمام خانه‌های آن منطقه را تصاحب کند راهرو می‌گویند. واضح است که شما نباید حرکت اول را در راهرو ها انجام دهید.
روند بازی: در ابتدا بازی با حرکات خنثی و بی هدف شروع می‌شود. در ادامه با کم شدن امکان حرکات خنثی، باید بازی شکل بازی را طوری تنظیم کنید که در نوبت شما، تعداد حرکات باقیمانده فرد باشد. بعد از اینکه حرکات خنثی تمام شدند، باید در یک خانه‌ی امن حرکت انجام دهید. با این کار حریف آن منطقه را تصاحب می‌کند اما شروع حرکت بعدی نیز با اوست. اگر خانه‌ی امن دیگری وجود نداشته باشد او مجبور است که حرکت بعدی را در یک راهرو انجام دهد. در این صورت شما قادر به تصاحب کل راهرو خواهید بود. اما اگر میخواهد بجز آن راهرو باقی راهروها را هم تصاحب کنید، باید وقتی به دو خانه آخر رسیدید بجای تصاحب آنها، یک مستطیل 2×1 بسازید. با این کار، حریف آن دو خانه را تصاحب می‌کند، اما مجبور است حرکت بعدی‌اش را در یک راهرو انجام دهد و دوباره راهرو مال شماست.
نکات: در راهروهای بسته یعنی راهروهایی که سر و ته مشخصی ندارند و حلقوی هستند، اگر میخواهید که قادر به تصاحب راهروهای بعدی باشید، باید 4 خانه انتهایی آن را تصاحب نکنید و آنها را به دو مستطیل 2×1 تبدیل کنید و آن 4 خانه را به حریف واگذار کنید.